# Motocyklowe Grand Prix Imoli
Motocyklowe Grand Prix Imoli – eliminacja Mistrzostw Świata Motocyklowych Mistrzostw Świata rozgrywana od 1996 do 1999 roku. Wyścigi odbywały się na torze Autodromo Enzo e Dino Ferrari.

## Lista zwycięzców
| Rok  | Data            | 125 cm³         | 250 cm³         | 500 cm³        |
| ---- | --------------- | --------------- | --------------- | -------------- |
| 1999 | 5 września 1999 | Marco Melandri  | Loris Capirossi | Àlex Crivillé  |
| 1998 | 6 września 1998 | Tomomi Manako   | Valentino Rossi | Michael Doohan |
| 1997 | 6 lipca 1997    | Valentino Rossi | Max Biaggi      | Michael Doohan |
| 1996 | 1 września 1996 | Masaki Tokudome | Ralf Waldmann   | Michael Doohan |